# Charlotte Sainton-Dolby
Charlotte Sainton-Dolby (Londres, 17 de maig de 1821 – 18 de febrer de 1885) fou una contralt, professora i compositora anglesa.
Estudià en la Reial Acadèmia de Música amb els cèlebres mestres Bennett, Crivelli i Eliott; es presentà per primera vegada en el Filharmònic els anys 1841 i 1842, i del 1846 al 1847 cantà en l'Orquestra del Gewandhaus de Leipzig, en una contracta celebrada amb la intermediació de Mendelssohn, el qual, entusiasmat per la manera d'interpretar de Sainton-Dolby en el seu Saint-Paul, li dedicà sis cànons (op. 55) i va escriure per a ella la part de contralt d'Elijah.
Adquirí gran reputació tant a Anglaterra com al continent. Es casà amb el violinista Prosper Sainton, cognom que afegí al seu de Dolby i, retirada el 1870, fundà una acadèmia de cant, de la qual sortiren artistes molt avantatjats. Publicà un Traité de l'art du chant, obra de la qual es van fer nombroses edicions, i va compondre una gran cantata amb orquestra, titulada: La légende de Sainte-Dorothée, que va ser interpretada amb molt d'èxit. La Royal Academy of Music de Londres -professorat al qual va pertànyer-, fundà a la mort de Charlotte una beca que porta el seu nom, per a l'estudi del cant.